# Arthraxon nudum
Arthraxon nudum là một loài thực vật có hoa trong họ Hòa thảo. Loài này được (Nees) Benth. ex C.B.Clarke mô tả khoa học đầu tiên năm 1889.